# 吉普汽車
吉普（英語：Jeep）是Stellantis集團旗下的一个汽车品牌、注册商标和全資子公司，和所有克莱斯勒旗下的汽车型号一样，于1998年成为戴姆勒奔驰公司和克莱斯勒公司合并后的戴姆勒克莱斯勒公司的一个下属品牌。由于Jeep汽车优越的越野性能，Jeep几乎已经成为了SUV越野汽车的代名词。于1941年在美国俄亥俄州托莱多诞生。原本稱此種車為GP，意即多用途之意，後來由此變成“Jeep”，中文譯為吉普或吉普車，由于“Jeep”在该类型汽车中知名度很高，因此吉普已与香槟、席梦思一样，成为了其所属商品类型的代名词。

## 歷史

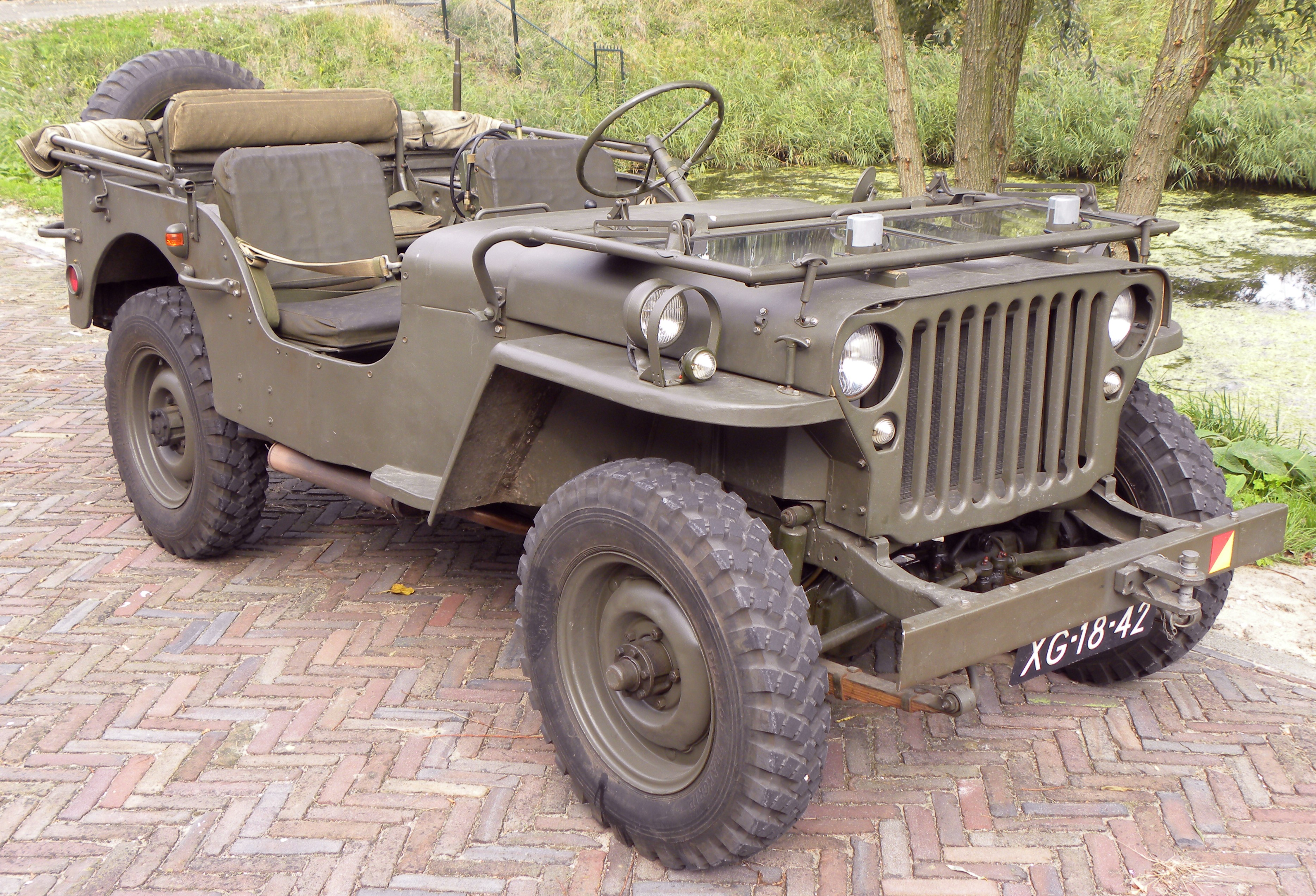
二戰時的威利吉普車

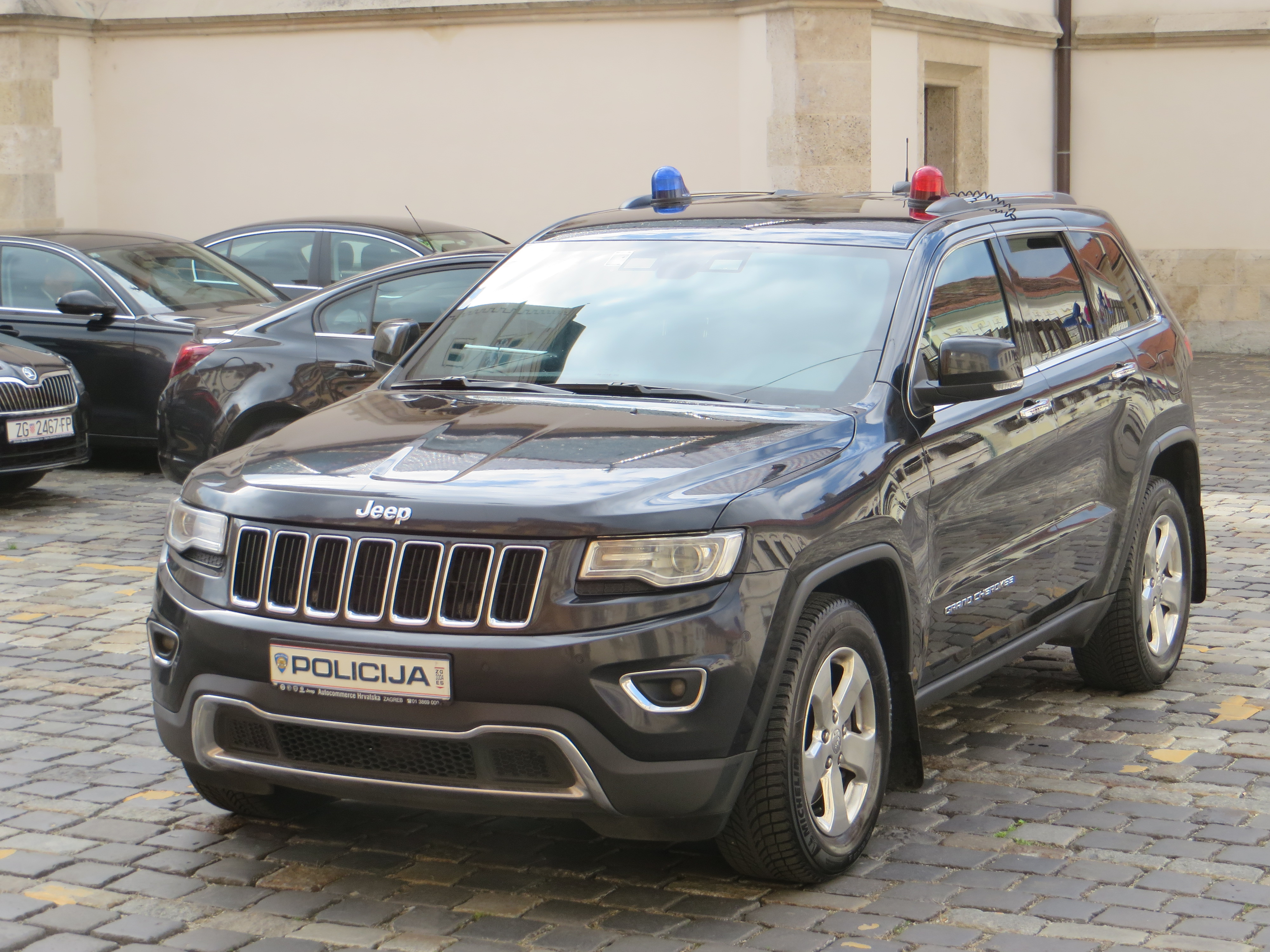
吉普警車

1940年5月美國陆军公開招標設計制造一款多用途（GENERAL PURPOSE，缩写“GP”）轻型指挥侦察全轮驱动軍用越野車。1940年11月，威利斯公司（Willys-Overland Motor Company）、福特汽车和班塔姆（American Bantam）三家完成设计投标。1941年7月，Willys-Overland Motor Company的設計獲得採用（威利吉普車的前身），但福特发动机公司也获得批产订单。性能指标如下：
- 4缸“Go Devil”汽油机，2.2升，60马力；
- 载重360千克
- 最大牵引450千克
- 最大速度104迈
- 燃油57升
- 自重1.2吨
- 全长3335mm
- 前后轴距2030mm
- 离地间隙220mm
- 车顶棚高1830mm
- 轴宽1230mm
- 车宽1585mm
- 生产数量659031辆。其中福特生产了277896辆。
- 交付苏联数量52000

两侧没有门，只有圆弧状的缺口。
二戰期間吉普車發揮其多用途功能，包括：運輸、偵察和作為機槍火力平台，除了美軍自用外還軍援英軍、蘇軍和國軍，因此不論在歐洲城市、北非沙漠、太平洋小島甚至中國村鎮都可以見到吉普車。
另外，1942年美国道奇公司为美军生产的T-214系列3/4吨4X4越野车，在中国被称为“中吉普车”，而威利斯MB被称为“小吉普”；美国人也称这种车为“大型吉普车”，并给它取了一个类似“JEEP”的名称“BEEP”。T214系列车辆装68KW的发动机，并按车辆的轴距和用途不同，分为WC-51到WC-60各个型号。总产量151 119辆。
1953年Willys Overland公司被H.J.Kaiser買下，車名變為Kaiser Jeep。Kaiser Jeep在1970年代被美国汽车公司（AMC）併購，1971年AMC將Jeep旗下的General Products Division of Jeep改成立為AM General公司，製造軍用車，並於後來推出軍用悍馬車。
AM General公司1983年被AMC汽車賣出成為獨立公司，因為法國國營的雷諾汽車當時有意投資AMC汽車，而美國政府不希望國防合約落入外國廠商手中。
Jeep在二戰時期的著名產品後來推出民用版CJ吉普，1987年新車型改稱為牧马人（Wrangler），1997年推出改良版，恢復傳統圓形車頭燈，外型修改不多，但風阻係數仍從0.63減為0.55，底盤懸吊系統由液壓彈簧（Quadra-coil）取代葉片彈簧等。2007年版大幅修改的Wrangler風阻係數減為0.49，機械上有許多電子控制裝置，包括特殊的前懸吊電子控制防滾桿，在車輪需要更多上下活動行程時可切斷防滾桿與兩個前輪的連結。
1984年Jeep推出帶有轎車與越野車特性的Cherokee車款，極受市場歡迎，80年代Jeep成為AMC汽車唯一獲利的廠牌。1987年克萊斯勒併購AMC汽車，將AMC轎車改為Eagle品牌，Jeep品牌則維持原貌。1980年代Jeep Cherokee帶動美國運動休旅車（SUV）流行風潮，許多車廠也紛紛推出運動休旅車，包含保時捷等過去從未生產SUV車的車廠。
2019年10月31日，吉普的母公司 — 快意佳士拿汽車與標緻雪鐵龍集團將會合併成為一間雙方股東各佔50%的新公司，合併完成後，新公司會是世界第4大車廠。
2020年7月16日，PSA與快意佳士拿汽車已經完成合併，並定名為Stellantis集團，新集團的總部將會設立在阿姆斯特丹，並會在米蘭、紐約及巴黎上市。
2021年1月21日，Stellantis集團正式成立，而吉普則成為Stellantis旗下的子品牌。

## 外部連結
- 吉普官方網頁（页面存档备份，存于）
- 吉普中國 （页面存档备份，存于）